# هيو هالسي
هيو هالسي هو محامي وقاضي وسياسي أمريكي، ولد في 26 يونيو 1794، وتوفي في 29 مايو 1858 في بريدجهامبتون في الولايات المتحدة. نشط حزبياً في الحزب الديمقراطي. وقد انتخب عضو جمعية ولاية نيويورك ‏ وانتخب عضو مجلس ولاية نيويورك ‏.